# Cazenovia (Nueva York)
Cazenovia es un pueblo ubicado en el condado de Madison en el estado estadounidense de Nueva York. En el año 2000 tenía una población de 6,481 habitantes y una densidad poblacional de 50 personas por km².

## Geografía
Cazenovia se encuentra ubicado en las coordenadas 42°55′53″N 75°51′4″O / 42.93139, -75.85111.

## Demografía
Según la Oficina del Censo en 2000 los ingresos medios por hogar en la localidad eran de $57,232 y los ingresos medios por familia eran $73,590. Los hombres tenían unos ingresos medios de $50,556 frente a los $31,613 para las mujeres. La renta per cápita para la localidad era de $28,957. Alrededor del 4.3% de la población estaban por debajo del umbral de pobreza.